# Johannesburgia rossi
Johannesburgia rossi är en insektsart som beskrevs av William Lucas Distant 1907. Johannesburgia rossi ingår i släktet Johannesburgia och familjen sköldstritar. Inga underarter finns listade i Catalogue of Life.